# ديبورا روميرو
ديبورا روميرو (بالإسبانية: Deborah Romero)‏ (10 يناير 1997 بكويرنافاكا في المكسيك - ) هي لاعبة كرة قدم مكسيكية في مركز الدفاع.

## وصلات خارجية
- ديبورا روميرو على موقع بطولة كرة القدم المكسيكية للسيدات (الإسبانية)